# Casper Winther
Casper Kaarsbo Winther (* 11. Februar 2003) ist ein dänischer Fußballspieler. Er spielt bei Lyngby BK und ist dänischer Juniorennationalspieler.

## Karriere

### Verein
Casper Winther spielt seit der Jugend für Lyngby BK und gab am 1. März 2021 im Alter von 18 Jahren sein Debüt in der Superligæn, als er beim 4:1-Auswärtssieg gegen SønderjyskE zum Einsatz kam. Bereits zuvor hatte er einen Auftritt für die erste Mannschaft in einem Pflichtspiel gehabt, als er am 7. Oktober 2020 in der zweiten Runde des dänischen Pokals (5:4-Sieg nach Verlängerung gegen Brønshøj BK) auflief. In der Folge kam Winther zu einem weiteren Ligaeinsatz in der regulären Saison sowie zu vier Partien in der Abstiegsrunde; Lyngby BK stieg zum Saisonende aus der Superligæn ab.

### Nationalmannschaft
Im Mai 2019 spielte Casper Winther kurz vor dem Ablaufen seiner Spielberechtigung für die dänische U16-Nationalmannschaft, als er in zwei Testspielen in Rønne und Nexø auf Bornholm gegen die Slowakei eingesetzt wurde. Im September 2020 folgten zwei Testspiele für die U18-Nationalmannschaft Dänemarks in Leipzig gegen die deutschen Altersgenossen, auch hier innerhalb von wenigen Tagen. Gegenwärtig ist Winther Teil der U19-Auswahl der Skandinavier, für die er am 4. September 2021 in einem Testspiel in Moss gegen Norwegen erstmals auflief.